# AGS JH21C
La AGS JH21C è una monoposto di Formula 1, costruita dalla scuderia francese Automobiles Gonfaronnaises Sportives per partecipare al campionato mondiale di Formula Uno del 1986.

## Stagione
Nel 1986 il piccolo team francese Automobiles Gonfaronnaises Sportives (AGS) fece il proprio debutto in Formula 1 con la monoposto JH21C. La vettura, costruita grazie al supporto del team italiano Jolly Club, fu completata a metà stagione e provata da diversi piloti, tra cui Didier Pironi, che tornò al volante dopo il grave incidente del 1982.
Il pilota titolare fu Ivan Capelli, e la squadra partecipò soltanto a due Gran Premi: Italia e Portogallo. In entrambe le occasioni la JH21C si qualificò in venticinquesima posizione, ma non vide mai la bandiera a scacchi: a Monza si ritirò dopo 31 giri per una foratura, mentre a Estoril si fermò dopo soli 6 giri per un guasto alla trasmissione.
La stagione si concluse senza punti e senza piazzamenti in classifica costruttori. Nonostante i risultati modesti, il 1986 segnò l’inizio dell’avventura di AGS in Formula 1, che avrebbe continuato a gareggiare per diversi anni con alterne fortune

## Risultati
| Anno | Vettura | Motore                | Gomme | Piloti  |  |  |  |  |  |  |  |  |  |  |  |  |     |     |  |  | Punti | Pos. |
| ---- | ------- | --------------------- | ----- | ------- |  |  |  |  |  |  |  |  |  |  |  |  | --- | --- |  |  | ----- | ---- |
| 1986 | JH21C   | Motori Moderni 615-90 | P     | Capelli |  |  |  |  |  |  |  |  |  |  |  |  | Rit | Rit |  |  | 0     | -    |